# Kabinett Kaba

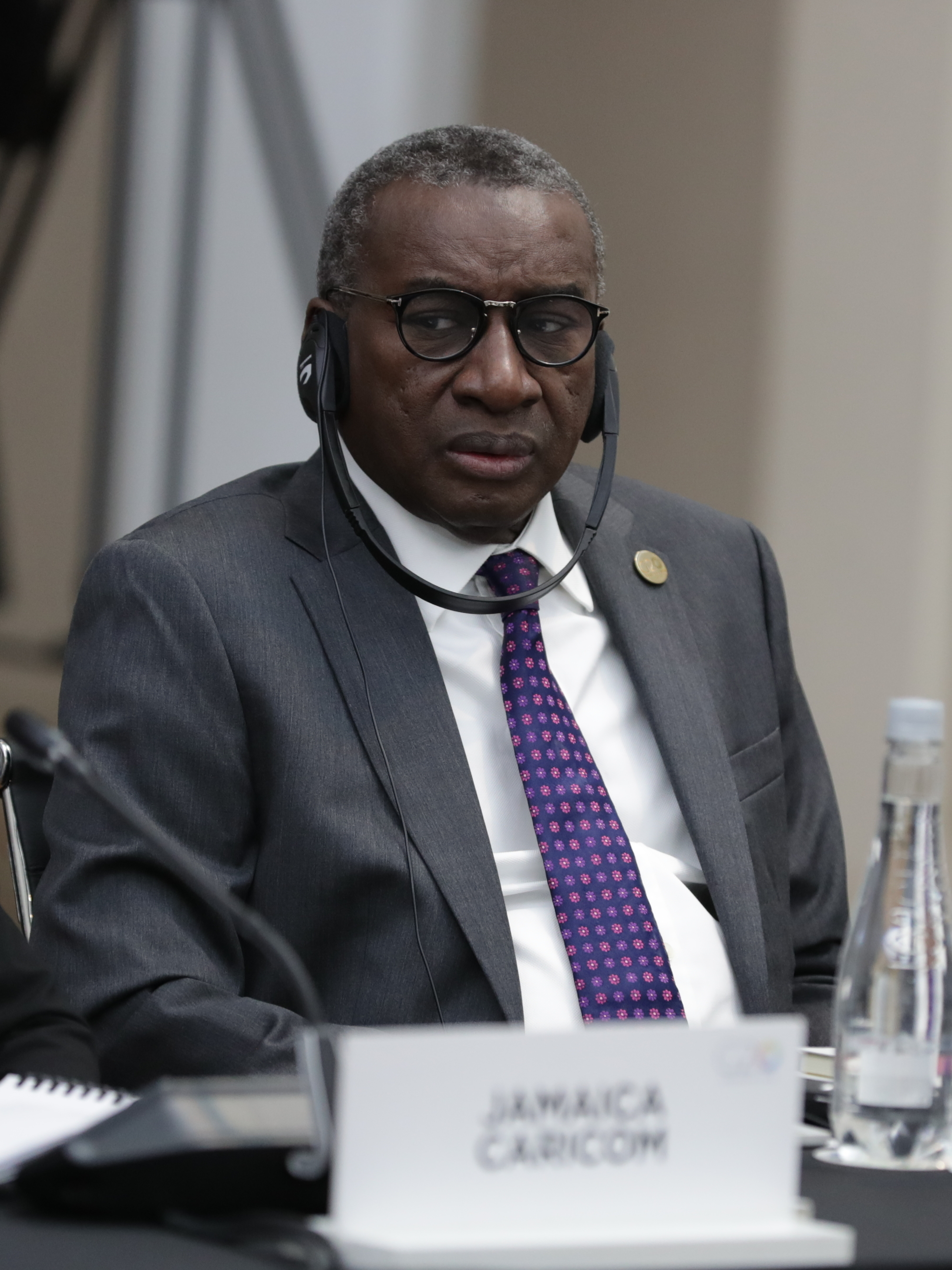
Premierminister Sidiki Kaba, 2018

Das Kabinett Kaba wurde am 8. März 2024 als Regierung Senegals gebildet. Das Vorgängerkabinett Ba II, das ab 11. Oktober 2023 amtierte, war am gleichen Tag aufgelöst worden, um Amadou Ba für seine Kandidatur um die Präsidentschaft 2024 von seinen Regierungsaufgaben freizustellen. Bis zum kurzfristig auf den 24. März 2024 festgelegten Wahltermin sollte er sich voll und ganz auf den Wahlkampf konzentrieren können. Als Premierminister wurde der bisherige Innenminister Sidiki Kaba mit der Bildung einer neuen Regierung beauftragt.
Das zehnte und letzte Kabinett unter der Präsidentschaft von Macky Sall bestand aus 34 Ministern gegenüber bisher 39. Dem Kabinett gehörten sieben Frauen an. Aïssata Tall Sall blieb Justizministerin. Fünf Minister waren parteiunabhängig, darunter der Innenminister und der Außenminister. 
Nachstehend folgt die Kabinettsliste im offiziellen Wortlaut:
1. Madame Aissata Tall Sall, Garde des Sceaux, ministre de la Justice, de la Bonne gouvernance et de la Promotion des droits humains
2. Mouhamadou Makhtar Cissé, Ministre de l’Intérieur
3. El Hadji Oumar Youm, Ministre des Forces armées
4. Mankeur Ndiaye, Ministre des Affaires étrangères et des sénégalais de l'Extérieur
5. Mamadou Moustapha Ba, Ministre de l‘Économie, des Finances et du Plan
6. Antoine Felix Abdoulaye Diome, Ministre du Pétrole et des Énergies
7. Amadou Mansour Faye, Ministre des Infrastructures et des Transports terrestres et du Désenclavement
8. Mame Mbaye Niang, Ministre des Sports et du Tourisme
9. Moussa Baldé, Ministre de l’Éducation nationale, de l’Enseignement supérieur, de la Recherche et de l’Innovation
10. Serigne Mbaye Thiam, Ministre de l’Eau et de l’Assainissement
11. Madame Mariama Sarr, Ministre de la Formation professionnelle de l’Apprentissage et de l’Insertion
12. Oumar Sarr, Ministre des Mines et de la Géologie
13. Samba Ndiobène Kâ, Ministre de l’Agriculture, de l’Equipement rural et de la Souveraineté alimentaire
14. Madame Thérèse Faye Diouf, Ministre de la Femme, de la Famille, de l’Equité et du Développement communautaire
15. Madame Anette Seck, Ministre du Travail, du Dialogue social et des Relations avec les institutions
16. Madame Marie Khemess Ngom Ndiaye, Ministre de la Santé et de l’Action sociale
17. Abdoulaye Saydou Sow, Ministre de l’Urbanisme, du Logement et de l’Hygiène publique
18. Alioune Ndoye, Ministre de l’Environnement du développement durable et de la transition écologique
19. Abdou Karim Fofana, Ministre du Commerce, de la Consommation et des Petites et moyennes entreprises, porte-parole du gouvernement
20. Modou Diagne Fada, Ministre des Collectivités territoriales, de l’Aménagement et du Développement des territoires
21. Aliou Sow, Ministre de la Culture, des Industries créatives du Patrimoine historique et des loisirs
22. Moustapha Diop, Ministre du Développement industriel et des PMI
23. Birame Faye, Ministre l’Artisanat et de la Transformation du secteur informel
24. Pape Malick Ndour, Ministre de la Jeunesse de l’Entreprenariat et de l’Emploi
25. Pape Sagna Mbaye, Ministre des Pêches et de l'Economie maritime
26. Antoine Mbengue, Ministre des Transports aériens et du Développement des Infrastructures aéroportuaires
27. Madame Victorine Anquediche Ndeye, Ministre de la Microfinance et de l’Economie sociale et solidaire
28. Daouda Dia, Ministre de l’Elevage et des Productions animales
29. Moussa Bocar Thiam, Ministre de la Communication, des Télécommunications et du Numérique
30. Gallo Bâ, Ministre de la Fonction publique et de la Transformation du secteur public
31. Pape Amadou Ndiaye, Ministre auprès du ministre des Infrastructures, des Transports terrestres et du Désenclavement, chargé du Développement des chemins de fer
32. Mamadou Saliou Sow, Ministre auprès du ministre de l’Intérieur, chargé de la Sécurité de proximité et de la Protection civile
33. Issakha Diop, Ministre auprès du ministre de l’Eau et de l’Assainissement, chargé de la Prévention et de la Gestion des inondations
34. Madame Aminata Angélique Manga, Ministre auprès du ministre des Affaires étrangères et de Sénégalais de l'Exterieur, chargée des Sénégalais de l’extérieur

Nachdem Amadou Ba in der Präsidentschaftswahl gegen Bassirou Diomaye Faye unterlegen war, beendete der scheidende Präsident Macky Sall per Dekret vom 31. März 2024, amtlich bekanntgemacht am 2. April 2024, dem Tag der Amtsübergabe und Vereidigung seines Nachfolgers, die Amtszeit von Premierminister Sidiki Kaba und seines Kabinetts.
Noch am Tag des Amtsantritts ernannte der neue Präsident Ousmane Sonko zum Premierminister und am 5. April 2024 die Minister des Kabinett Sonko.